# Немецкий дог
Неме́цкий дог (нем. Deutsche Dogge) — порода собак гигантского размера. Порода признана FCI, CKC, AKC, ANKC, NKC, NZKC, APRI, UKC, ACR.
По размеру это одна из самых больших пород собак. Виды окрасов шерсти этой породы бывают различными: палевый, тигровый, мраморный, серо-мраморный, плащевой, чёрный, платтен, голубой, рыжемраморный, фарфоровый. Шерсть немецкого дога короткая и плотная, гладкая и блестящая. Линька умеренная. Рост немецких догов в холке: кобели минимум 80 см, суки минимум 72 см, а вес достигает 90 кг. Характер немецкого дога можно назвать спокойным, проблем в общении с людьми, как правило, не возникает. Единственное, стоит помнить, что эти собаки, не осознавая своих физических размеров относительно человека, могут легко повалить его на землю. Поэтому, играя с ним, не стоит рассматривать это как агрессию со стороны животного.

## История породы

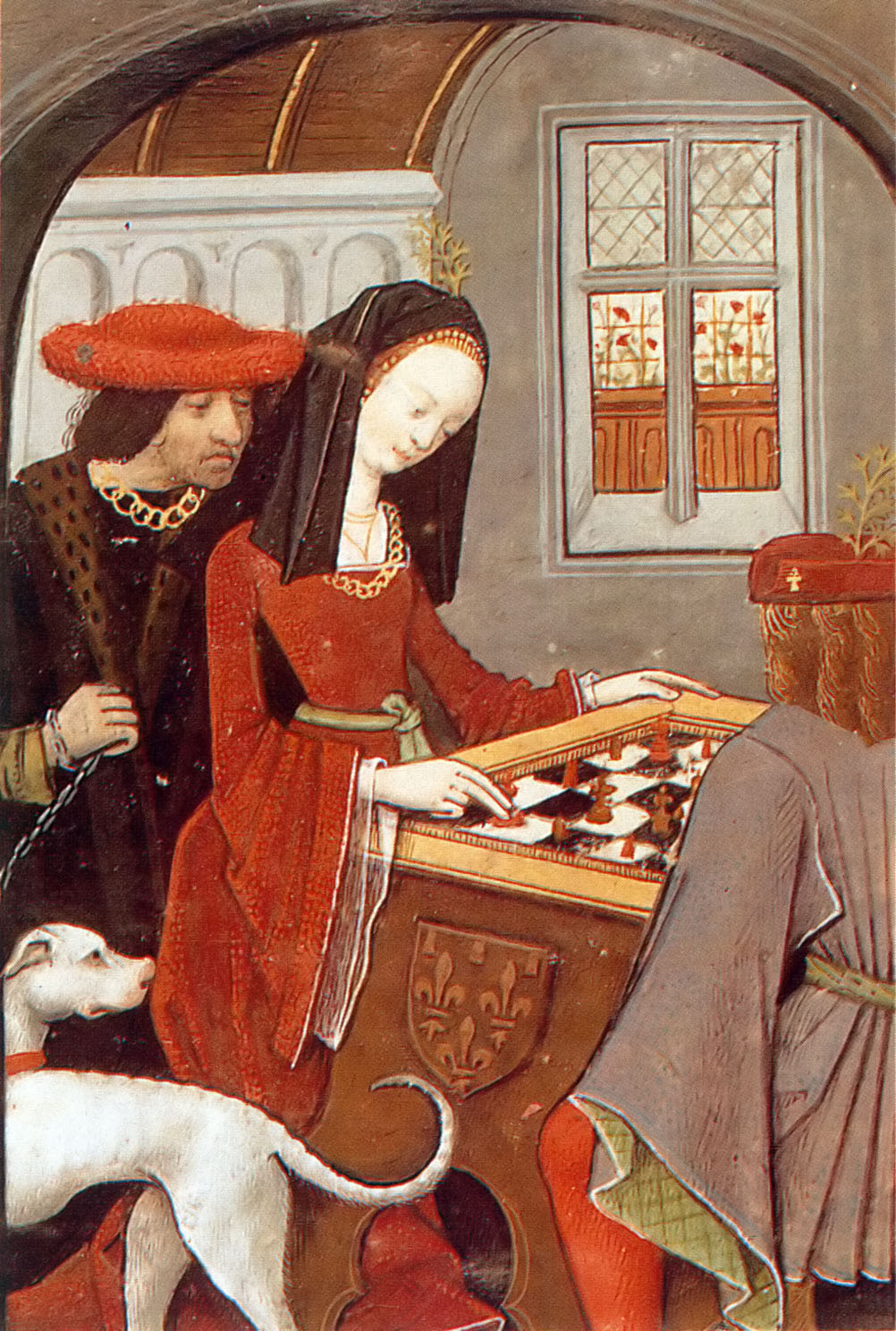
Робине Тестар. Карл Ангулемский и Луиза Савойская играют в шахматы

Предшественник немецкого дога изображён на миниатюре, выполненной французским художником Робине Тестаром к книге «Нравоучительная книга о шахматах любви». Манускрипт создан в 1496—1598 годах в Коньяке. Собака изображена на поводке своего хозяина — графа Карла Ангулемского.
В качестве предшественников современного немецкого дога нужно рассматривать Bullenbeisser (бульдога) или Hatz-and Sauruden (кабаньих собак) которые были на полпути между сильным Английским типом мастифа и быстрым, проворным Sighthound’ом. Термин «дог» в первую очередь обозначал большую, сильную собаку, которая не являлась представителем какой-либо породы. Позже названия типа «Ульмский дог» (Ulmer Dogge), «Английский дог» (Englische Dogge), «Датский дог» (Danische Dogge), «Немецкий дог» (Great Dane), «Охотничий дог» (Hatzrude), «Кабанья собака» (Saupacker) и «Большой дог» (Grosse Dogge), обозначали различные типы этих собак, в зависимости от их цвета, размера и географии. В 1878 году в Берлине  собрался комитет из семерых активных селекционеров и судей под руководством директора Берлинского зоопарка Dr. Bodinus, на котором было принято решение классифицировать все вышеназванные типы собак как «немецкий дог» - Deutsche Dogge. Таким образом было дано имя породе и  положена основа для разведения именно этой немецкой породы.
В 1880 году, по случаю выставки в Берлине, был утвержден первый стандарт немецкого дога. Это было сделано под контролем Национального клуба немецкого дога (Deutscher Doggen-Club 1888 e.V.) и неоднократно стандарт менялся через годы. Настоящая версия стандарта соответствует модели F.C.I.. C 1965 года немецкий дог является официальным символом штата Пенсильвания.

## Внешний вид

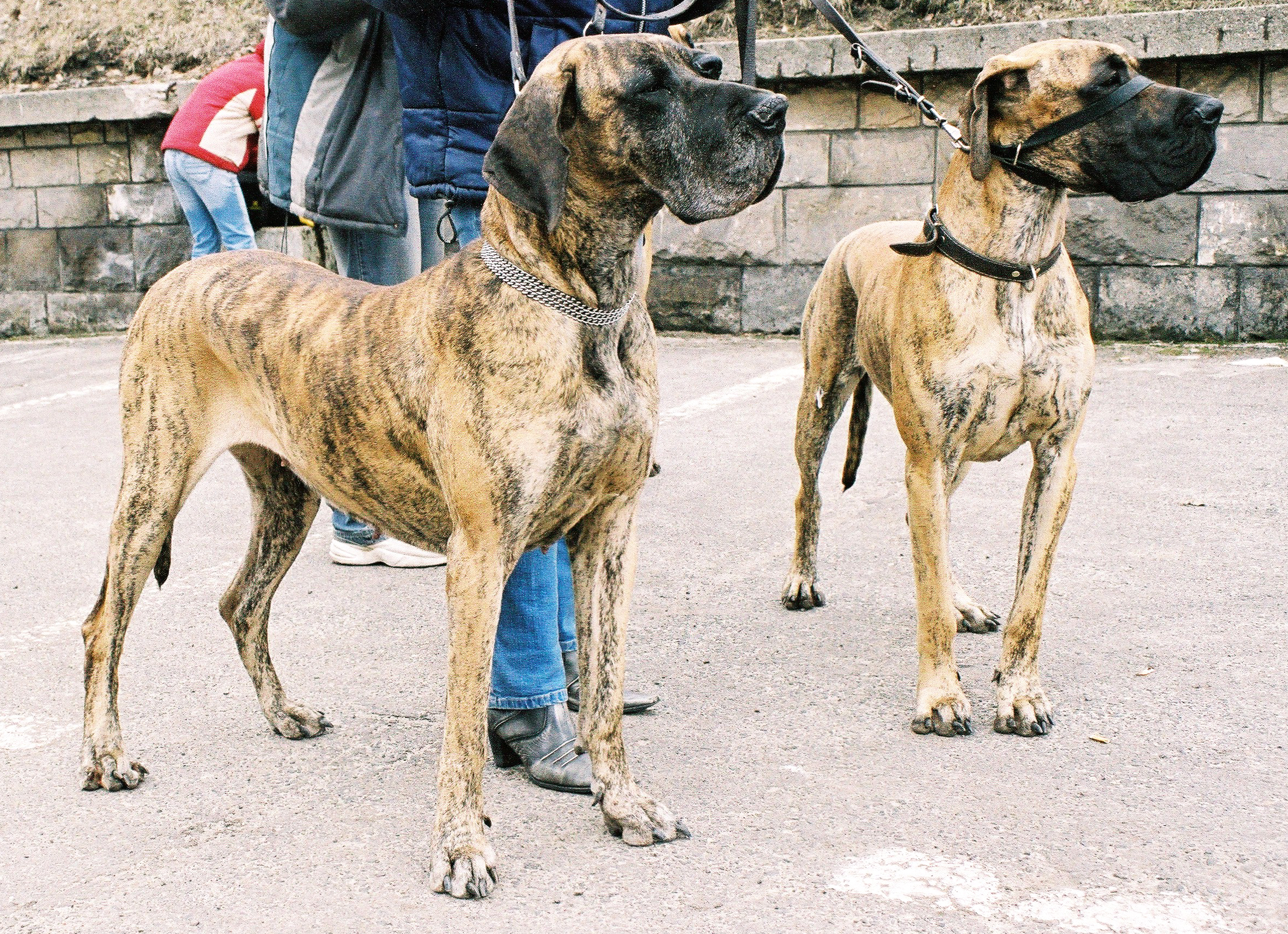
Доги тигрового окраса

Немецкий дог — благородная, крупная собака, сочетающая в себе гордость, силу, элегантность при мощном и гармоничном теле, с очень выразительной головой, мощным развитием костяка и мускулатуры в сочетании с благородством осанки, гармоничностью строения, четким и пропорциональным контуром тела дог производит впечатление благородной статуи. Никогда не грубый или слишком элегантный. Половой диморфизм хорошо выражен. Формат немецкого дога кажется почти квадратным, это применяется в особенности к кобелям. Суки могут быть более растянутого формата. Длина спины (от грудины до таза) не должна превышать высоту в холке у кобелей более чем на 5 %, у сук на 10 %. Высота в холке: кобели 80 — 90 см, суки 72 — 84 см.

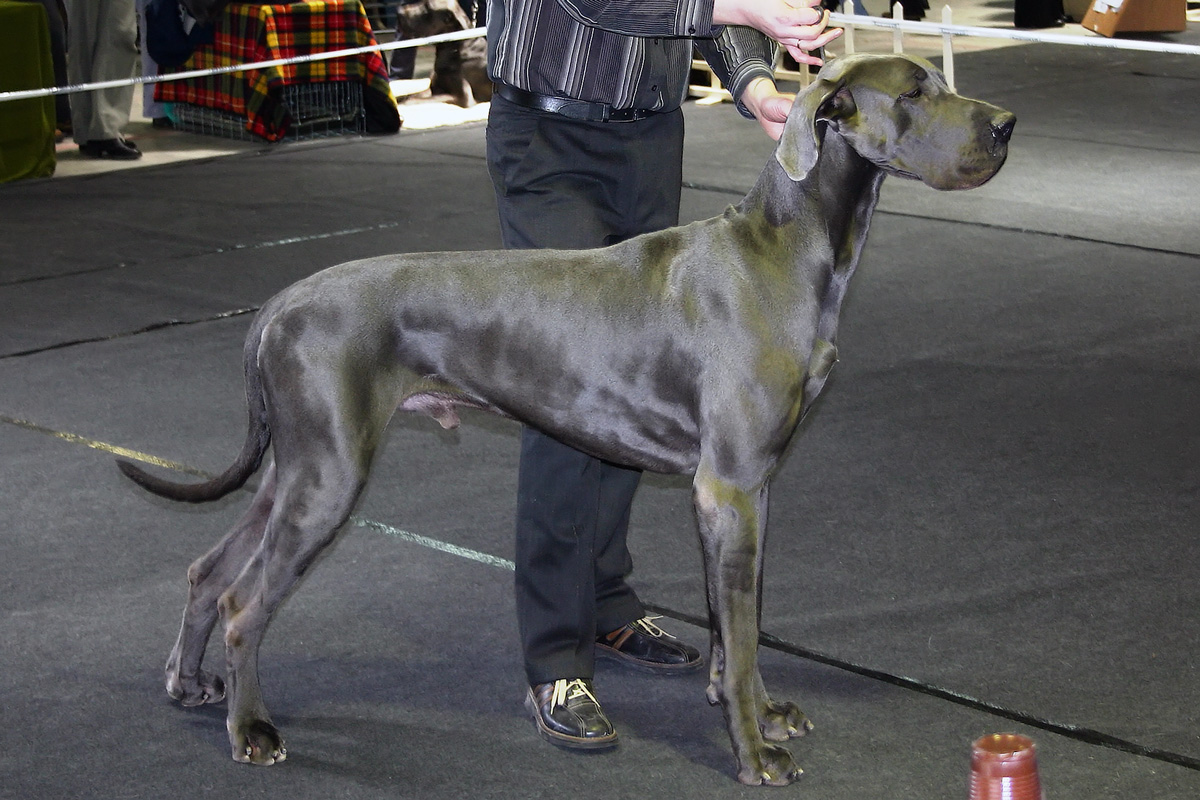
Дог голубого окраса

Голова гармонична общему внешнему виду. Длинная, узкая, точеная (особенно под глазами). Надбровные части хорошо развиты, но не выступают. Расстояние от кончика носа до хорошо выраженного стопа и от стопа до слегка выдающейся затылочной кости должны быть максимально равны. Верхняя линия морды и черепа должны быть параллельны. Голова должна казаться узкой, если смотреть спереди, однако ширина носа должна быть настолько широкой, насколько возможно. Мускулы в щеках только слегка определены и никоим образом не выступают. Нос хорошо развитый, более широкий чем круглый, с большими ноздрями. Должен быть чёрным за исключением мраморных догов (допустим белый с чёрными точками). У мраморных догов чёрный нос желателен, но допустим и частично пигментированный. Морда глубокая и настолько прямоугольная, насколько возможно. Хорошо определённые углы губ. Темные пигментированные губы. У мраморных допускаются не полностью пигментированные губы. Хорошо развитые широкие челюсти. Сильный, здоровый и полный ножницеобразный прикус (42 зуба). Глаза средний размер, округлые, настолько темные, насколько возможно, с живым интеллектуальным выражением. У голубых немецких догов допустимы слегка более светлые глаза. У мраморных допускаются более светлые глаза и разноглазие. Веки должны плотно прилегать. Уши посажены высоко, в природном варианте висячие, среднего размера. Передняя часть уха прилегает к щекам. Шея длинная, красивая, мускулистая. Хорошо посаженная плавно переходит, сужаясь, к голове, слегка изгибаясь. Дог должен держать шею вертикально, с легким уклоном вперед.

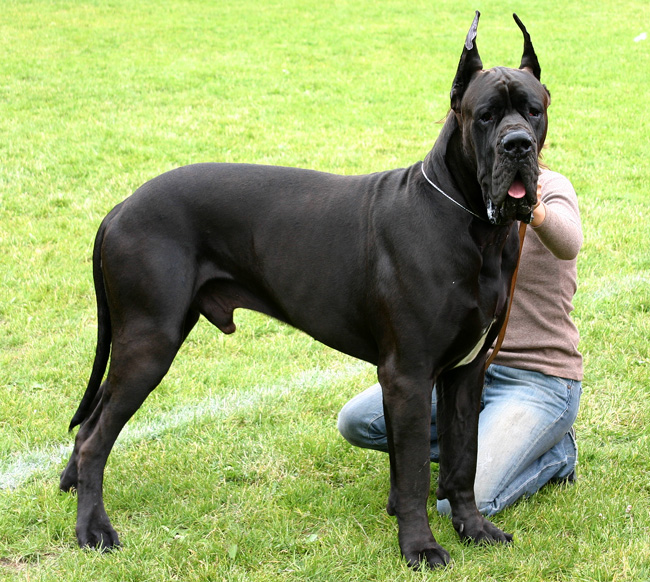
Чёрный дог

Холка — самая высокая точка сильного корпуса. Формируется самыми высокими точками лопаток, находящимися чуть выше основной линии спины. Спина короткая и упругая. Незначительно наклонена к задней части. Поясница слегка изогнутая, широкая, мускулистая. Круп широкий, мускулистый. Слегка наклонен от крестца до основания хвоста. Хвост начинается от крупа. Посажен высоко, у основания широкий, равномерно сужается к кончику. В спокойном состоянии естественно свисает вниз. В состоянии возбуждения или в движении может нести его как саблю, но не существенно выше линии спины. Грубые волосы в нижней части хвоста нежелательны. Грудь достает до локтей. Хорошо подвижные ребра, идущие далеко назад. Грудь хорошей ширины с хорошо выраженной грудной клеткой. Живот хорошо подтянут, формирует красиво изогнутую линию с нижней линией грудиной клетки.
Плечи с очень развитой мускулатурой. Длинная наклонная лопатка формирует угол приблизительно от 100 до 110 градусов с предплечьем. Предплечья сильные и мускулистые, плотно прилегающие, должно быть слегка длиннее лопаток. Локти не должны быть вывернутыми ни внутрь, ни наружу. Передние конечности сильные, мускулистые. При взгляде спереди полностью прямые. Сустав пясти сильный, устойчивый, лишь слегка отличающийся от структуры самой лапы. Пясть сильная. Прямая, если смотреть спереди. При взгляде сбоку слегка наклонена вперед. Лапы округлые, хорошо изогнутые и плотно закрытые (кошачья лапа). Ногти короткие, прочные, настолько темные, насколько возможно.

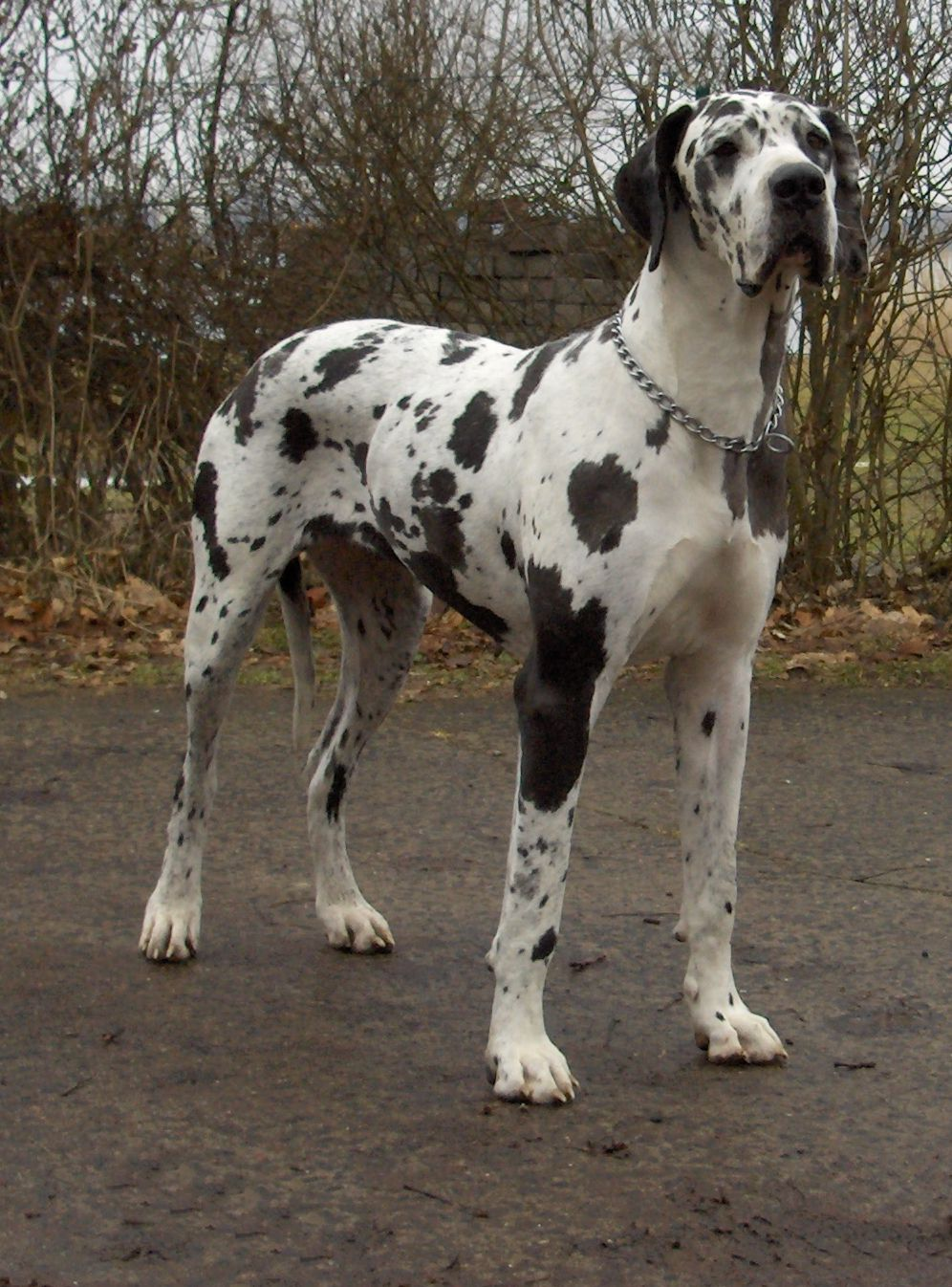
Дог, окрас Арлекин или Мраморный

Весь скелет полностью покрыт сильными мускулами, благодаря которым круп, бедра, и бока выглядят широкими и округленными. Сильные, с хорошими углами задние ноги, при взгляде сзади параллельны передним ногам. Верхняя часть бедра длинная, широкая, мускулистая, колено сильное, расположено практически вертикальное к сочленению бедра. Нижняя часть бедра длинная, приблизительно такой же длины, как верхняя. Хорошо покрыто мускулатурой, колено сильное, крепкое, не вывернутое ни внутрь, ни наружу. Голеностоп короткий, сильный, почти перпендикулярный земле. Лапы округлые, хорошо изогнутые (кошачья лапа). Ногти короткие, прочные, настолько темные, насколько возможно.
Кожа плотно прилегает. В сплошных окрасах хорошо пигментирована. У мраморных догов распределение пигмента главным образом соответствует отметинам (пятнам). Шерсть очень короткая и плотная, гладкая и блестящая. Немецкий дог разводится в трех отдельных группах: палевый и тигровый / мраморный и чёрный / голубой.
- Палевый: Цвет от бледно-золотого палевого до глубокого золотого. Желательна чёрная маска. Не должно быть оттенков серого, синего или коричневого цветов. Небольшие белые отметины на груди и пальцах ног не желательны.
- Тигровый: Основной цвет от бледно-золотого палевого до глубокого золотого с чёрными полосами, расположенными в направлении ребер. Полосы должны быть четкими и правильными насколько возможно. Желательна чёрная маска. Небольшие белые отметины на груди и пальцах ног не желательны.
- Белый с чёрными пятнами (Мраморный, прежде «Tigerdoggen»): основной фон чисто белый, по возможности без чрезволосицы, по всему телу расположены неравномерные, рваные, черные пятна. Не желательны серые или коричневые пятна. Серо-мраморный окрас (различного оттенка серый фон с рваными черными пятнами) допускается, но не желателен.
- Чёрный: Глубокий чёрный, белые отметины разрешены. Сюда же относится плащевой окрас, у которого чёрным окрашено все тело подобно одеялу, но морда, шея, грудь, живот, ноги и кончик хвоста могут быть белыми. А также платтен окрас — основной фон белый с чёрной маской на голове и несколько ровно окрашенными круглыми пятнами на теле.
- Голубой: светлый голубовато-серый со стальным отливом, допускаются белые отметины на груди и лапах. Не допускается палевый или чёрный оттенок.

## Характер
Дружественный, добрый и преданный хозяину, особенно детям; недоверчивый к незнакомцам. Самоуверенный, незапуганный, легко управляемый и послушный компаньон и семейная собака — необходимые качества дога. Он должен иметь высокое сопротивление любой провокации и не должен быть агрессивен.
По своему характеру немецкий дог достаточно жизнерадостная, преданная и очень общительная собака. Спокоен и уверен в себе, никогда не будет лаять без причины. Благодаря своему добродушию собак данной породы можно рекомендовать в качестве питомцев для семьи. Лучшим времяпрепровождением для собаки является нахождение с членами семьи, поэтому не рекомендуется на долгий срок оставлять собаку одну. Собака отлично чувствует настроение хозяина. Дрессировка Немецкого дога для опытного владельца собак не должна составить труда, поскольку порода отличается хорошей памятью. Однако во время тренировок стоит учитывать особенности питомца, его природную медлительность.

## Интересные факты
- Одной из самых больших собак в мире считается немецкий дог по кличке Гигантский Джордж, который жил в США и был занесён в Книгу рекордов Гиннеса. Рост Джорджа в холке составлял 110 сантиметров при весе 111 килограммов. Если поставить собаку на задние лапы, то его длина превышала 2,2 метра. Также его хозяином была написана книга «Гигантский Джордж. Жизнь с самой большой в мире собакой». Умер 17 октября 2013 года, как сообщили хозяева пса, Джордж умер в возрасте 7 лет в их доме в Аризоне, не дожив 1 месяц до 8 лет. Причина смерти собаки не уточняется.
- После смерти Гигантского Джорджа самой большой собакой в мире был признан немецкий дог по кличке Зевс, проживавший вместе с хозяевами в штате Мичиган (США). Рост в холке составлял 111 сантиметров, рост на задних лапах — 2 метра 23 сантиметра, вес — 75 килограммов. Умер 11 сентября 2014 года в возрасте 5 лет.
- Средняя продолжительность жизни немецкого дога является одной из самых низких среди разных пород собак и составляет 6,5 лет.[4]
- Немецкий дог по кличке Циклон снимался «в роли» собаки Баскервилей в советском телефильме 1981 года режиссёра Игоря Масленникова